# Suriname a 2011-es úszó-világbajnokságon
Suriname a 2011-es úszó-világbajnokságon három úszóval vett részt.

## Úszás
Férfi
| Versenyző           | Esemény                         | Selejtező | Selejtező | Elődöntő          | Elődöntő          | Döntő             | Döntő             |
| Versenyző           | Esemény                         | Idő       | Helyezés  | Idő               | Helyezés          | Idő               | Helyezés          |
| ------------------- | ------------------------------- | --------- | --------- | ----------------- | ----------------- | ----------------- | ----------------- |
| Diguan Pigot        | Férfi 100 méteres mellúszás     | 1:06.00   | 67        | Nem jutott tovább | Nem jutott tovább | Nem jutott tovább | Nem jutott tovább |
| Diguan Pigot        | Férfi 200 méteres mellúszás     | 2:27.21   | 51        | Nem jutott tovább | Nem jutott tovább | Nem jutott tovább | Nem jutott tovább |
| Marcelino Richaards | Férfi 50 méteres pillangóúszás  | 25.36     | 33        | Nem jutott tovább | Nem jutott tovább | Nem jutott tovább | Nem jutott tovább |
| Marcelino Richaards | Férfi 100 méteres pillangóúszás | 56.51     | 48        | Nem jutott tovább | Nem jutott tovább | Nem jutott tovább | Nem jutott tovább |

Női
| Versenyző      | Esemény                    | Selejtező | Selejtező | Elődöntő          | Elődöntő          | Döntő             | Döntő             |
| Versenyző      | Esemény                    | Idő       | Helyezés  | Idő               | Helyezés          | Idő               | Helyezés          |
| -------------- | -------------------------- | --------- | --------- | ----------------- | ----------------- | ----------------- | ----------------- |
| Chinyere Pigot | Női 50 méteres gyorsúszás  | 26.19     | 32        | Nem jutott tovább | Nem jutott tovább | Nem jutott tovább | Nem jutott tovább |
| Chinyere Pigot | Női 100 méteres gyorsúszás | 57.34     | 41        | Nem jutott tovább | Nem jutott tovább | Nem jutott tovább | Nem jutott tovább |